# Otto Rössler (Politiker)
Otto Rössler (* 8. Januar 1904 in Hohensalza; † 25. April 1978 in Hildesheim; auch: Gustav Otto Rössler von Wildenhain) war ein deutscher Politiker (BHE) und Mitglied des Niedersächsischen Landtages.

## Leben
Nach dem Ende der Volksschule besuchte Otto Rössler eine Kunstgewerbeschule, Handelsschule und Höhere Handelsschule. Er absolvierte eine zweijährige Lehre als Kaufmann und besuchte eine Handelshochschule in den Jahren 1923 bis 1924. Er bildete sich darüber hinaus auch volkskundlich und künstlerisch weiter. Ab dem Jahr 1934 arbeitete er als Heraldiker und Wappenmaler in Kassel und wurde durch das Geheime Staatsarchiv Preußischer Kulturbesitz auf die Liste des Deutschen Gemeindetages empfehlenswerter Wappenstifter gesetzt. Er war Mitglied der Reichskammer der bildenden Künste. Beim Berliner Reichsnährstand verdingte er sich als Referent für bäuerliches Wappenwesen. Seit dem Jahr 1939 arbeitete er für die Kasseler Polizei und erhielt einen Führerdienstgrad. Beim Kommandeur der Kasseler Schutzpolizei leitete er den sozialen Betreuungsstab. Nach Ende des Zweiten Weltkrieges und seiner Entlassung aus amerikanischer Gefangenschaft betätigte er sich wieder als freischaffender Heraldiker.
Vom 6. Mai 1951 bis 5. Mai 1955 war er Mitglied des Niedersächsischen Landtages (2. Wahlperiode), seit dem 16. März 1953 als GB/BHE-Fraktionsmitglied, ab 23. Januar 1955 fraktionslos. 
Otto Rössler entwarf die Wappen zahlreicher Orte; beispielsweise: Bremke (Gleichen) 1949, Diemarden 1953, Geismar (Göttingen) 1937, Gelliehausen 1937, Groß Lengden 1948, Klein Lengden 1949, Reinhausen (Gleichen) 1939, Rittmarshausen 1948, Sattenhausen 1950, Roringen (Göttingen) 1950. 